# アルベール＝エミール・アルティーグ
アルベール＝エミール・アルティーグ（Albert-Émile Artigue、1850年8月15日 - 1927年4月16日）はアルゼンチンとフランスの国籍を持つ画家、版画家、イラストレータである。

## 略歴
ブエノスアイレスに住むフランス人の両親から生まれた。15歳からフランスのボルドーで教育を受け、パリのエコール・デ・ボザールで、絵画をアレクサンドル・カバネルに学び、版画の技術も学んだ。1900年にブエノスアイレスに戻り、ブエノスアイレスの国立美術学校の教授となった。アルゼンチンではエミリオ・アルティーグ(Emilio Artigue)の名前で活動した。アメリカ合衆国の展覧会に出展し、1904年のセントルイス万国博覧会の展覧会では銀メダルを受賞した。1910年のアルゼンチン独立100周年記念国際博覧会(Exposición Internacional del Centenario)では美術のコミッショナーに任じられた。
1875年から1901年の間、パリのフランス芸術家協会の展覧会に出展し、フランスの雑誌「レスタンプ・モデルヌ（現代版画）」に版画作品が掲載された。アール・ヌーヴォーのスタイルで、飲料メーカーのポスターを制作した。パリにもスタジオを開き、後年パリの私立の美術学校、アカデミー・ジュリアンでも教えた。教えた学生にはジュール・カヴァイエス(Jules Cavaillès)らがいる。

## 作品

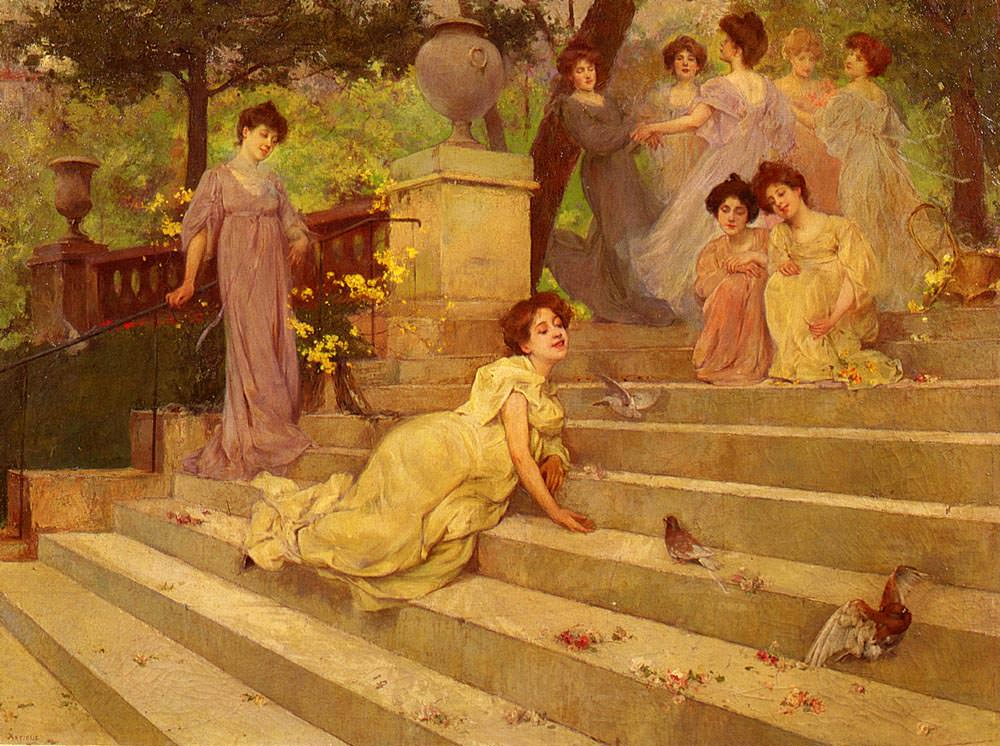
テラスの少女たち (c.1900)
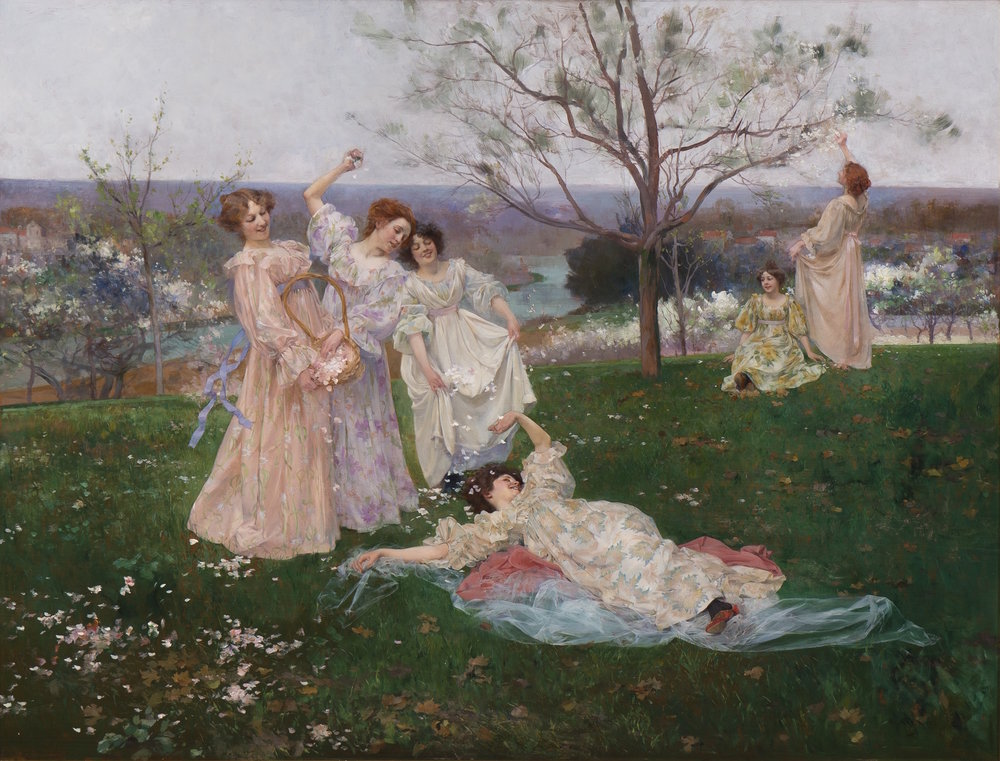
春の花 (c.1900)
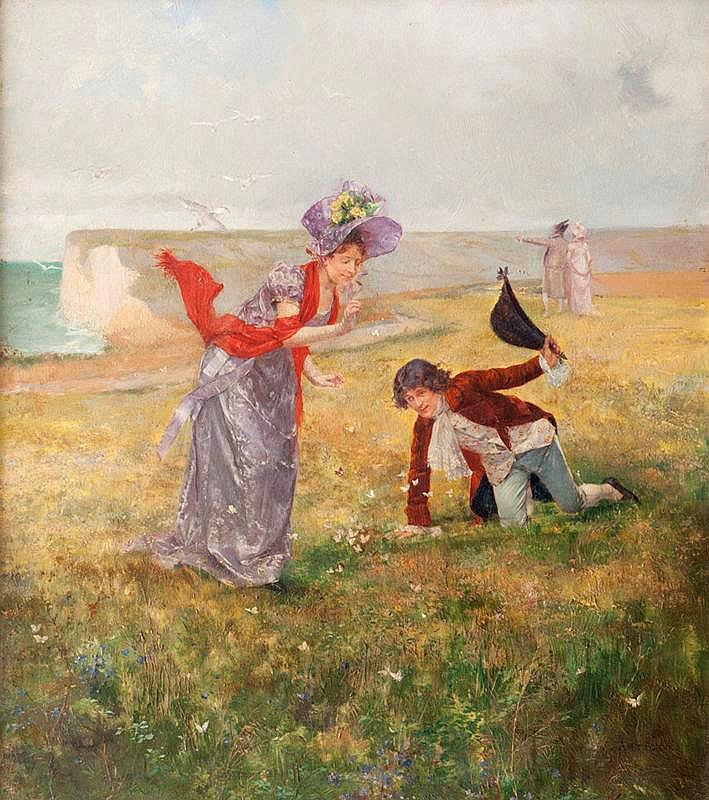
蝶を捕まえる
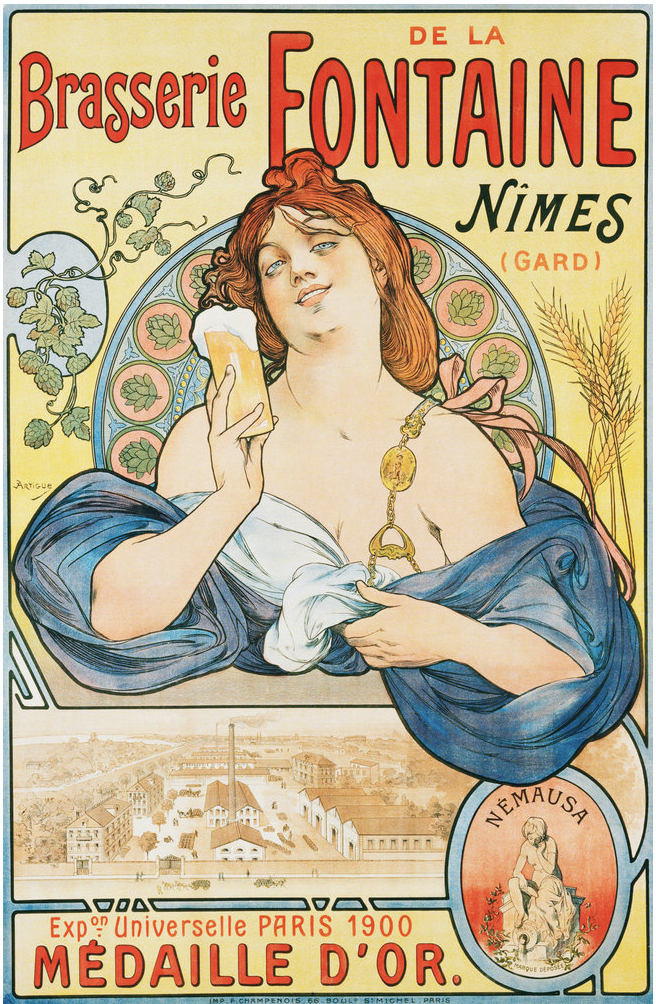
ポスター